# كيم جونغ أون
كيم جونغ أون (بالكورية:  김정은)؛ (مواليد 8 يناير 1982 أو 1983 أو 1984)، كما يعرف بأسماء أخرى مثل كم جُنغ يون وكم جونغ يون عرف سابقاً باسم كم جونغ وون أو كم جُنغ وون، هو سياسي من كوريا الشمالية والقائد الأعلى لكوريا الشمالية منذ عام 2011 وزعيم حزب العمال الكوري منذ عام 2012. وهو الابن الثالث لكيم جونغ إيل (القائد الأعلى الثاني لكوريا الشمالية)، وحفيد كيم إيل سونغ (المؤسس وأول قائد أعلى للبلاد).
كان يُنظر إلى كيم منذ أواخر عام 2010 على أنه الخليفة المحتمل لقيادة كوريا الشمالية. فبعد وفاة والده في ديسمبر 2011، أعلن التلفزيون الحكومي أن كيم هو "الخليفة العظيم". يحمل كيم أيضًا لقب الأمين العام لحزب العمال الكوري ورئيس شؤون الدولة، وهو أيضًا عضو في هيئة رئاسة المكتب السياسي لحزب العمال الكوري (أعلى هيئة لصنع القرار في البلاد). في يوليو 2012، رقي كيم إلى رتبة مارشال في الجيش الشعبي الكوري، مما عزز منصبه كقائد أعلى للقوات المسلحة. غالبًا ما تشير إليه وسائل الإعلام الرسمية في كوريا الشمالية باسم "الرفيق المحترم كيم جونغ أون" أو "المارشال كيم جونغ أون". روج كيم لسياسة بيونغجين، على غرار سياسة والده كيم إيل سونغ في الستينيات، في إشارة إلى التطوير المتزامن لكل من الاقتصاد وبرنامج الأسلحة النووية في البلاد. كما أحيا أيضًا هياكل حزب العمل الكوري، ووسيع سلطة الحزب على حساب القيادة العسكرية، وأشرف على توسيع الاقتصاد الاستهلاكي ومشاريع البناء ومناطق الجذب السياحي في كوريا الشمالية.
يحكم كيم كوريا الشمالية باعتبارها دولة شمولية، وقد اتبعت قيادته نفس عبادة الشخصية التي اتبعها والده وجده. في عام 2014، أشار تقرير لمجلس حقوق الإنسان التابع للأمم المتحدة إلى إمكانية محاكمة كيم بتهمة ارتكاب جرائم ضد الإنسانية. ووفقا للتقارير، فقد أمر كيم بإعدام العديد من المسؤولين الكوريين الشماليين بما في ذلك عمه جانغ سونغ ثايك في عام 2013، كما يعتقد على نطاق واسع أنه أمر باغتيال أخيه غير الشقيق كيم جونغ نام في ماليزيا في عام 2017.
وسع كيم برنامج الأسلحة النووية في البلاد، مما أدى إلى تصاعد التوترات مع الولايات المتحدة وكوريا الجنوبية وكذلك الصين. وفي عامي 2018 و2019، شارك كيم في مؤتمرات قمة مع الرئيس الكوري الجنوبي مون جاي إن والرئيس الأمريكي دونالد ترامب، مما أدى إلى ذوبان الجليد لفترة وجيزة بين كوريا الشمالية والبلدين، لكن المفاوضات انهارت في النهاية دون إحراز تقدم بشأن إعادة توحيد الكوريتين أو نزع السلاح النووي. كما ادعى كيم النجاح في مكافحة جائحة كوفيد-19 في كوريا الشمالية، مؤكدًا أن بلاده لم تبلغ عن أي حالات مؤكدة حتى مايو 2022، على الرغم من أن العديد من المراقبين الكوريين الجنوبيين شككوا في هذا الادعاء.

## النشأة
ذكرت السلطات الكورية الشمالية ووسائل الإعلام التي تديرها الدولة أن كيم جونغ أون ولد في 8 يناير 1982، لكن مسؤولي المخابرات الكورية الجنوبية يعتقدون أن تاريخ ميلاده الفعلي هو بعد عام أي في عام 1983. أدرجت الحكومة الأمريكية سنة ميلاده عام 1984، بناءً على جواز السفر الذي استخدمه أثناء دراسته في سويسرا. يُعتقد أن سنة ميلاد كيم الرسمية قد تم تغييرها لأسباب رمزية؛ فقد شهد عام 1982 عيد الميلاد السبعين لجده كيم إيل سونغ، وعيد الميلاد الأربعين لوالده كيم جونغ إيل.
كيم جونغ أون هو الثاني من بين ثلاثة أطفال ولدوا لكيم جونغ إيل وزوجته كو يونغ هوي. ولد شقيقه الأكبر كيم جونغ تشول عام 1981، في حين يعتقد أن أخته الصغرى كيم يو جونغ ولدت في عام 1987. كيم هو حفيد كيم إيل سونغ مؤسس كوريا الشمالية وقائدها منذ تأسيسها عام 1948 حتى وفاته عام 1994. وهو أول زعيم لكوريا الشمالية يولد كمواطن كوري شمالي، فقد ولد والده في الاتحاد السوفيتي، وولد جده خلال فترة الاستعمار الياباني.
يُعتقد أن جميع أبناء كيم جونغ إيل عاشوا في سويسرا، بما في ذلك والدة الابنين الأصغرين التي أقامت في جنيف لبعض الوقت. ذكرت التقارير الأولى أن كيم جونغ أون التحق بمدرسة برن الدولية الخاصة في غومليغن في سويسرا تحت اسم "تشول باك" أو "باك تشول" من عام 1993 إلى عام 1998. وقد وُصِف بأنه طالب خجول وجيد وينسجم جيدًا مع زملائه في الفصل، وكان من محبي كرة السلة. وكان برفقته طالب أكبر منه سنًا يُعتقد أنه حارسه الشخصي. كما التحق معه أخوه الأكبر كيم جونغ تشول بالمدرسة.
أشارت تقارير لاحقة إلى أن كيم جونغ أون التحق بمدرسة ليبيفيلد شتاينهولزلي الحكومية في كونيتز بالقرب من برن من عام 1998 حتى عام 2000 تحت اسم "باك أون" أو "أون باك"، متظاهرًا بأنه ابن موظف في سفارة كوريا الشمالية في برن. وقد أكدت السلطات أن طالباً كورياً شمالياً التحق بالمدرسة خلال تلك الفترة. حضر كيم أولاً فصلًا خاصًا للأطفال الذين يتحدثون اللغات الأجنبية ثم حضر لاحقًا الفصول العادية للصفوف السادس والسابع والثامن وجزء من السنة التاسعة الأخيرة، إذ ترك المدرسة فجأة في خريف عام 2000. وقد وُصِف بأنه طالب مندمج جيدًا وطموح يحب لعب كرة السلة. ومع ذلك، فقد ورد أن درجاته ومعدل حضوره كان ضعيفًا. وكان سفير كوريا الشمالية في سويسرا، ري تشول، على علاقة وثيقة به وكان بمثابة المرشد.
صرح أحد زملاء كيم للصحفيين إنه أخبره أنه نجل زعيم كوريا الشمالية. ووفقا لبعض التقارير، وصف زملاء كيم بأنه طفل خجول كان محرجا مع الفتيات وغير مبال بالقضايا السياسية، لكنه تميز في الرياضة وكان معجبُا بالرابطة الوطنية الأمريكية لكرة السلة ومايكل جوردان. حتى أن أحد أصدقائه ادعى أنه شاهد صورًا لكيم مع كوبي براينت وتوني كوكوتش.
في أبريل 2012، ظهرت مستندات جديدة تشير إلى أن كيم جونغ أون عاش في سويسرا منذ عام 1991 أو 1992، أي في وقت أبكر مما كان يُعتقد سابقًا.
وقارنت مختبر الأنثروبولوجيا التشريحية في جامعة ليون الفرنسية صورة لكيم التُقطت في مدرسة ليبفيلد شتاينهولزلي عام 1999 بصورة لكيم جونغ أون تعود لعام 2012، وخلصت إلى تطابق بنسبة 95% بين الوجهين، مما يشير إلى أنه من المرجح جدًا أن يكونا نفس الشخص.
ذكرت صحيفة واشنطن بوست في 2009 أن أصدقاء كيم جونغ أون في المدرسة كانوا يتذكرون أنه "كان يقضي ساعات في رسم رسومات دقيقة بقلم الرصاص لنجم فريق شيكاغو بولز مايكل جوردان". كان مهووسًا بكرة السلة وألعاب الكمبيوتر، وكان من معجبي أفلام الأكشن للنجم جاكي شان.
يتفق معظم المحللين على أن كيم جونغ أون التحق بجامعة كيم إيل سونغ، وهي مدرسة رائدة لتدريب الضباط في بيونغ يانغ، في الفترة من 2002 إلى 2007. حصل كيم على درجتين علميتين، إحداهما في الفيزياء من جامعة كيم إيل سونغ، والأخرى كضابط في الجيش من جامعة كيم إيل سونغ العسكرية.
في أواخر فبراير 2018، أفادت وكالة رويترز أن كيم ووالده استخدما جوازات سفر مزورة – يُزعم أنها صادرة عن البرازيل بتاريخ 26 فبراير 1996 – للتقدم بطلبات تأشيرات في عدة دول. تحمل كلا جوازي السفر، اللذين يستمران لمدة 10 سنوات، ختمًا يقول "سفارة البرازيل في براغ". يسجل جواز سفر كيم جونغ أون الاسم "جوزيف بواج" وتاريخ الميلاد 1 فبراير 1983.
لسنوات عديدة، كان معروفًا وجود صورة واحدة مؤكدة له خارج كوريا الشمالية، التُقطت على ما يبدو في منتصف التسعينيات، عندما كان في الحادية عشرة من عمره. أحيانًا ظهرت صور أخرى يُعتقد أنها له، لكنها غالبًا ما كانت موضع جدل ونفي. لم تُنشر المزيد من الصور الرسمية له إلا في يونيو 2010، قبل أن يتولى مناصب رسمية ويُقدم رسميًا للشعب الكوري الشمالي، حين تم نشر صور له وهو يدرس في سويسرا. وأول صورة رسمية له كشخص بالغ كانت صورة جماعية صدرت في 30 سبتمبر 2010، في ختام مؤتمر الحزب الذي عينّه فعليًا، حيث جلس في الصف الأمامي، على بعد مقعدين من والده. تلتها لقطات إخبارية تظهره وهو يحضر المؤتمر.

## الخلافة

### التكهنات قبل مؤتمر الحزب عام 2010
تُشير التقارير إلى أن كيم جونغ نام الأخ غير الشقيق الأكبر لكيم جونغ أون كان المُرشح الأوفر حظًا لخلافة والده، لكنه سقط من دائرة الحظوة بعد عام 2001، عندما ضُبط وهو يحاول دخول اليابان بجواز سفر مزيف لزيارة منتجع "طوكيو ديزني لاند". قُتل كيم جونغ نام في ماليزيا عام 2017 على يد عملاء يُشتبه في أنهم تابعون لكوريا الشمالية.
كشف كينجي فوجيموتو، الطاهي الشخصي السابق لكيم جونغ إيل، عن تفاصيل تتعلق بكيم جونغ أون، الذي كانت تجمعه به علاقة جيدة. وقال فوجيموتو إن كيم جونغ أون كان الابن المفضل لخلافة والده، موضحًا أن جونغ أون كان مفضلاً على شقيقه الأكبر كيم جونغ تشول لأن الأخير "ناعم أكثر من اللازم"، في حين أن جونغ أون "يشبه والده تمامًا". وأضاف أن "جونغ أون هو الأنسب إذا كان لا بد من تسليم السلطة له. يتمتع بقدرات جسدية فائقة، ويشرب الكحول بكثرة، ولا يعترف بالهزيمة". وأوضح أيضًا أن جونغ أون يدخن سجائر من ماركة "إيف سان لوران"، ويحب ويسكي "جوني ووكر"، ويملك سيارة "مرسيدس بنز 600" فاخرة. وعندما كان في الثامنة عشرة من عمره، روى فوجيموتو أن جونغ أون تساءل ذات مرة عن أسلوب حياته الباذخ، قائلاً: "نحن هنا نلعب كرة السلة، نركب الخيول، والدراجات المائية، ونمرح سويًا. لكن ماذا عن حياة الناس العاديين؟" في 15 يناير 2009، أفادت وكالة "يونهاب" الكورية الجنوبية بأن كيم جونغ إيل عيّن كيم جونغ أون ليكون خليفته.
وفي 8 مارس 2009، أفادت هيئة الإذاعة البريطانية (بي بي سي) أن اسم كيم جونغ أون وُضع على لائحة المرشحين لانتخابات الجمعية الشعبية العليا، وهي البرلمان الصوري في كوريا الشمالية. ورغم أن تقارير لاحقة أشارت إلى أن اسمه لم يظهر ضمن قائمة النواب المنتخبين، إلا أنه رُقي لاحقًا إلى منصب متوسط المستوى في لجنة الدفاع الوطني، التي كانت آنذاك أعلى هيئة لصنع القرار في الدولة وأعلى سلطة في الجيش الكوري الشمالي.
وبحلول عام 2009، بات من المفهوم لدى الدوائر الدبلوماسية الأجنبية أن كيم جونغ أون سيخلف والده كيم جونغ إيل على رأس حزب العمال الكوري، ويصبح الزعيم الفعلي للبلاد. وقد لُقب بـ"الرفيق المتألق". كما طلب والده من موظفي السفارات في الخارج أن يعلنوا ولاءهم لابنه. ووردت تقارير عن أن المواطنين في كوريا الشمالية شُجعوا على غناء "أنشودة مدح" جديدة لكيم جونغ أون، على غرار الأغاني التي تمجد كيم جونغ إيل وكيم إيل سونغ. وفي يونيو، أفادت تقارير أن كيم قام بزيارة سرية إلى الصين لتقديم نفسه للقيادة الصينية، لكن وزارة الخارجية الصينية نفت بشدة وقوع هذه الزيارة.
وفي سبتمبر 2009، أُفيد بأن كيم جونغ إيل قد ضمن دعمًا لخطة الخلافة بعد حملة دعائية داخلية. ويعتقد بعض المراقبين أن كيم جونغ أون كان ضالعًا في حادثة إغراق السفينة الحربية "تشونان" وقصف جزيرة "يونبيونغ"، وذلك بهدف تعزيز أوراق اعتماده العسكرية وضمان انتقال سلس للسلطة من والده.

### نائب رئيس اللجنة العسكرية المركزية
في 27 سبتمبر 2010، مُنح كيم جونغ أون رتبة "ديجانغ" (대장)، وهي تعادل رتبة جنرال بأربع نجوم في الجيش الأمريكي، وذلك قبل يوم واحد من انعقاد مؤتمر نادر لحزب العمال الكوري في بيونغ يانغ. وقد كانت تلك المرة الأولى التي يُذكر فيها اسمه في وسائل الإعلام الرسمية الكورية الشمالية، رغم عدم امتلاكه لأي خبرة عسكرية سابقة. ورغم الترقية، لم تُنشر أي تفاصيل إضافية أو صور موثوقة له.
وفي 28 سبتمبر 2010، عُيّن كيم نائبًا لرئيس اللجنة العسكرية المركزية وعضوًا في اللجنة المركزية لحزب العمال، في خطوة اعتُبرت مؤشرًا واضحًا على اختياره وريثًا لكيم جونغ إيل.
وفي 10 أكتوبر 2010، ظهر كيم جونغ أون إلى جانب والده خلال احتفال الذكرى الخامسة والستين لتأسيس حزب العمال الحاكم، مما عُد تأكيدًا لموقعه كوريث للقيادة. وقد مُنح الصحفيون الدوليون إذنًا غير مسبوق لتغطية الحدث، في إشارة أخرى إلى أهمية حضوره.
وفي يناير 2011، أفادت تقارير بأن النظام بدأ حملة تطهير استهدفت نحو 200 من المحسوبين على جانغ سونغ تيك، صهر كيم جونغ إيل، وأو كوك ريل، نائب رئيس لجنة الدفاع الوطني، إما بالاعتقال أو الإعدام، بهدف منع أيٍّ منهما من منافسة كيم جونغ أون على الخلافة.

## زعيم كوريا الشمالية

### تولّي الحكم
في 17 ديسمبر 2011، توفي كيم جونغ إيل. وعلى الرغم من خطط كيم الأكبر، لم يتضح على الفور بعد وفاته ما إذا كان كيم جونغ أون سيتولى السلطة كاملة، وما هو دوره الدقيق في الحكومة الجديدة. توقع بعض المحللين أنه بعد وفاة كيم جونغ إيل، سيتولى جانغ سونغ تايك منصب الوصاية، لأن كيم جونغ أون كان يفتقر إلى الخبرة اللازمة لقيادة البلاد فورًا.
تم الاحتفاء بكيم جونغ أون كـ"الخليفة العظيم لقضية جوتشي الثورية" بعد وفاة والده، و"القائد البارز للحزب والجيش والشعب"، و"الرفيق المحترم الذي يشبه القائد الأعلى كيم جونغ إيل"، وتم تعيينه رئيسًا للجنة جنازة كيم جونغ إيل. وصفت وكالة الأنباء المركزية الكورية كيم جونغ أون بأنه "شخص عظيم وُلد من السماء"، وهو تعبير دعائي كان يخص والده وجده فقط. كما ذكر حزب العمال الكوري الحاكم في افتتاحية: "نقسم بدموع ملتهبة أن نُسمي كيم جونغ أون قائدنا الأعلى وزعيمنا".
أُعلن عنه علنًا كقائد أعلى لجيش الشعب الكوري في 24 ديسمبر 2011، وتم تعيينه رسميًا في هذا المنصب في 30 ديسمبر 2011 عندما أعلن المكتب السياسي للجنة المركزية لحزب العمال الكوري "بكل احترام أن الرفيق العزيز كيم جونغ أون، نائب رئيس اللجنة العسكرية المركزية للحزب، سيتولى القيادة العليا لجيش الشعب الكوري".

### الدور الحكومي

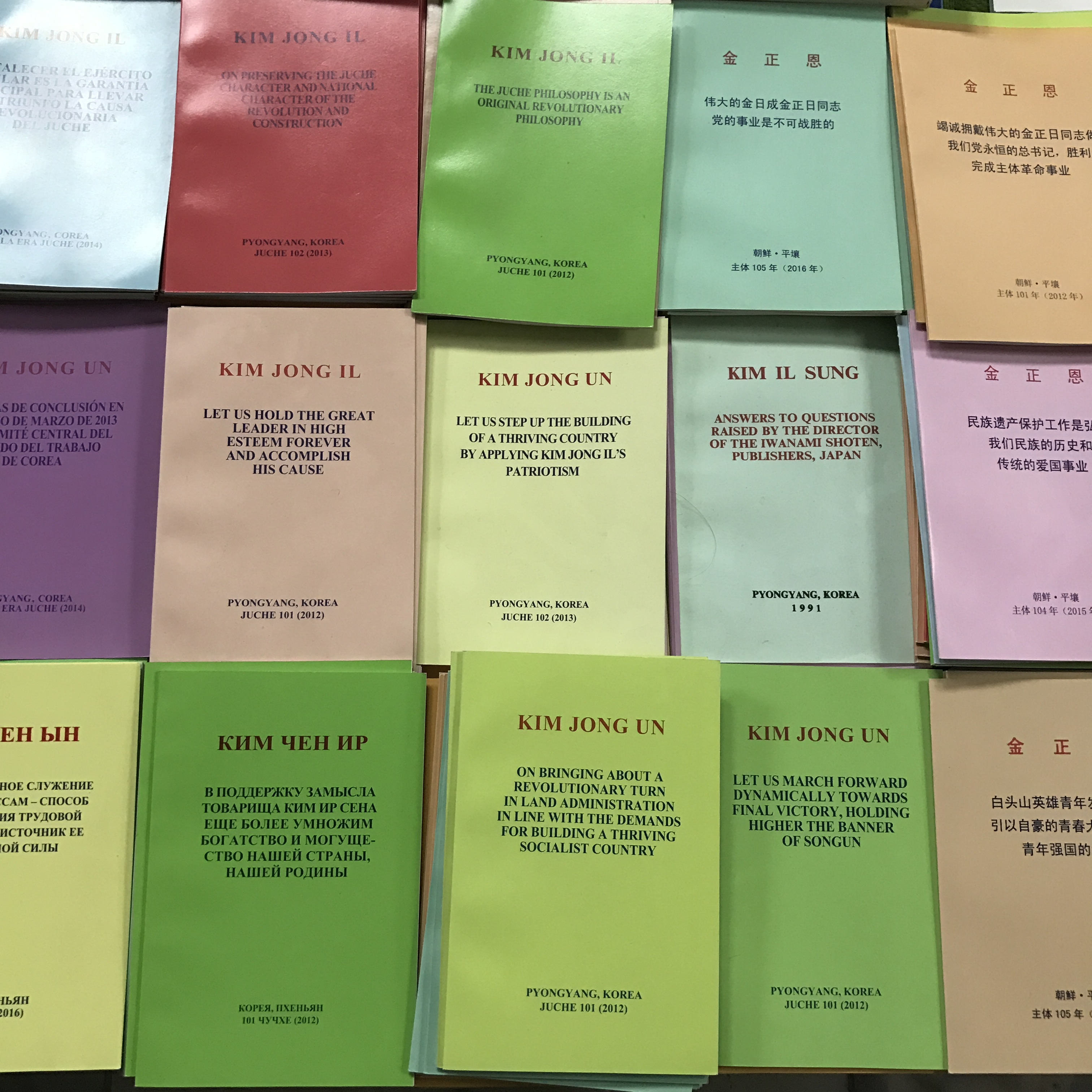
مجموعة مختارة من أعمال كيم جونغ أون، مترجمة إلى لغات مختلفة

ينصّ الدستور الكوري الشمالي على أن كيم جونغ أون يُشكّل جزءًا من ثلاثي يقود الفرع التنفيذي للحكومة، إلى جانب كلٍّ من رئيس الوزراء ورئيس الهيئة الرئاسية للجمعية الشعبية العليا. يتولى كيم جونغ أون قيادة القوات المسلحة، بينما يرأس رئيس الوزراء مجلس الوزراء ويُشرف على الشؤون الاقتصادية والاجتماعية، ويتولى رئيس الجمعية الشعبية العليا رئاسة السلطة التشريعية. ومع ذلك، ينص الدستور صراحة على أن كيم جونغ أون هو الأعلى مرتبة بين الثلاثة، إذ يصف منصبه بأنه "القائد الأعلى الذي يُمثّل الدولة".
عندما تولى كيم القيادة، تمّ تعريف منصب رئيس اللجنة الوطنية للدفاع دستوريًا على أنه "أعلى منصب في الدولة"، كما أن تعديلًا دستوريًا أقرّه النظام نصّ صراحةً على أن الرئيس (الأول) للجنة الوطنية للدفاع هو "القائد الأعلى لجمهورية كوريا الديمقراطية الشعبية". ومع ذلك، ينقسم المحللون حول مدى السلطة الفعلية التي يتمتع بها كيم جونغ أون.

### أسلوب القيادة
في يوليو 2012، أظهر كيم جونغ أون تحولًا في السياسة الثقافية مقارنةً بوالده من خلال حضوره حفلًا موسيقيًا لفرقة مورانبونغ. احتوى الحفل على العديد من عناصر الثقافة الشعبية الغربية، ولا سيما الأمريكية. وقد استغل كيم هذا الحدث لتقديم زوجته إلى الجمهور، وهو أمر غير مسبوق في كوريا الشمالية.
وفي العام نفسه، زار كينجي فوجيموتو، الطاهي الشخصي لكيم جونغ إيل، كوريا الشمالية، وقال: "كانت المتاجر في بيونغيانغ مليئة بالبضائع، وكان الناس في الشوارع يبدون مبتهجين. لقد تغيّرت كوريا الشمالية كثيرًا منذ أن تولى كيم جونغ أون السلطة. كل هذا بفضل القائد كيم جونغ أون".
وبحسب محللين، فقد استغل كيم جونغ أون الشبه الكبير بينه وبين جده كيم إيل سونغ لاستحضار عبادة الشخصية المحيطة به، وللاستفادة من الحنين الشعبي إلى الحقبة السابقة. ففي عام 2013، استنسخ كيم أسلوب جده عندما ألقى أول خطاب بمناسبة العام الجديد، وهو خروج عن نهج والده كيم جونغ إيل الذي لم يُلقِ أي خطاب متلفز طوال سنوات حكمه السبع عشرة. كما ظهر بمظهر أكثر انفتاحًا وقربًا من الناس مقارنةً بوالده، إذ شوهد وهو يعانق الناس أو يربط ذراعه بذراع كبار السن أو الشباب. وفي إطلالاته العامة، يبدو أكثر نشاطًا من والده أو جده، حيث ظهر وهو يزيل الأعشاب، أو يركب حصانًا، أو يقود دبابة، أو يستقل قطار ملاهٍ، أو يستخدم تقنيات المعلومات.
في أبريل 2012، عندما فشلت عملية إطلاق قمر صناعي، اعترفت الحكومة بذلك علنًا، في سابقة هي الأولى من نوعها في تاريخ البلاد. وفي مايو 2014، وبعد انهيار مبنى سكني في بيونغيانغ، أفيد بأن كيم جونغ أون أُصيب بحزن بالغ جراء الخسائر في الأرواح التي نتجت عن الحادث. وقد استخدمت وكالة الأنباء المركزية الكورية – الوكالة الرسمية للدولة – تعبيرًا نادرًا هو "عزاء عميق واعتذار". ونقل عن مسؤول حكومي لم يُكشف عن اسمه قوله لهيئة الإذاعة البريطانية (بي بي سي) إن كيم جونغ أون "ظل مستيقظًا طوال الليل، يتألم بشدة". وبينما لم يُعلن عن ارتفاع المبنى أو عدد الضحايا، فقد وصفت تقارير إعلامية البناء المنهار بأنه يتألف من 23 طابقًا، ورجّحت أن يكون عدد من لقوا حتفهم جراء الانهيار قد تجاوز المئة شخص.

### إصلاح الحكومة
أجرى كيم جونغ أون تغييرات في ديناميكيات السلطة الداخلية في كوريا الشمالية، إذ عزز من نفوذ حزب العمال الكوري على حساب تقليص سلطة الجيش. ففي مايو 2016، نظّم المؤتمر السابع لحزب العمال الكوري، وهو أول مؤتمر يُعقد منذ عام 1980. وخلال المؤتمر، أصبح كيم رئيسًا للحزب، وهو المنصب الذي حلّ محل "الأمين الأول" للحزب.
وفي يونيو 2016، عدّلت الجمعية الشعبية العليا الدستور، فألغت لجنة الدفاع الوطني (إلا في حالات الحرب)، واستبدلتها بلجنة الشؤون الحكومية، التي وُصفت بأنها "الهيئة القيادية العليا الموجّهة للسياسات في الدولة". وأصبح كيم رئيسًا للجنة الشؤون الحكومية في 29 يونيو 2016. وقد ترافقت هذه التعديلات مع تراجع نفوذ الجيش، إذ ضمت اللجنة الجديدة أعضاءً مدنيين أكثر من اللجنة السابقة.
وفي انتخابات الجمعية الشعبية العليا عام 2019، أصبح كيم جونغ أون أول زعيم كوري شمالي لا يترشح كعضو في البرلمان. وشهد العام نفسه تعديلًا جديدًا للدستور من قبل الجمعية الشعبية العليا. فقد استُبدلت الإشارات إلى فكرتي "جوتشي" و"سونغون" بـ"الكيم إيل سونغية – الكيم جونغ إيلية"، ونصّ الدستور على أن مهمة القوات المسلحة في البلاد هي "الدفاع حتى الموت عن اللجنة المركزية للحزب برئاسة الرفيق العظيم كيم جونغ أون". وهكذا أصبح كيم أول زعيم كوري شمالي يُذكر اسمه في الدستور أثناء توليه الحكم. كما نُصّ على أن رئيس لجنة الشؤون الحكومية هو "القائد الأعلى الذي يمثل الدولة"، ما جعله فعليًا رئيس الدولة؛ إذ كان رئيس هيئة رئاسة الجمعية الشعبية العليا سابقًا هو رأس الدولة بحكم الأمر الواقع. وأصبح رئيس اللجنة أيضًا القائد الأعلى للقوات المسلحة و"الممثل الأسمى لجميع أبناء الشعب الكوري".
وفي يناير 2021، عقد الحزب مؤتمره الثامن، حيث ألقى كيم تقريرًا استمر لتسع ساعات، اعترف فيه بفشل تنفيذ الخطط الاقتصادية ووجّه انتقادات شديدة لمسؤولي الحزب.كما أشاد بقدرة البلاد النووية وسمّى الولايات المتحدة "العدو الرئيسي" لكوريا الشمالية. وانتُخب كيم أمينًا عامًا للحزب، وهو المنصب الذي حلّ محل "رئيس الحزب". وكان هذا اللقب قد أُعلن عنه "أبديًا" لكيم جونغ إيل عام 2012. وشهد المؤتمر تأكيد الحزب على التزامه بالشيوعية. كما أُلغيت لجنة الرقابة، وتم نقل مهامها إلى لجنة التدقيق المركزية. وكان المؤتمر مميزًا أيضًا من حيث أن خلفيته لم تتضمن صور كيم إيل سونغ وكيم جونغ إيل، كما جرت العادة، ما اعتُبر إشارة إلى رغبة كيم في ترك بصمته الخاصة في السياسة.
وشكّل المؤتمر أيضًا تتويجًا لسيطرة الحزب على الجيش، مع مزيد من التراجع في نفوذ المؤسسة العسكرية؛ إذ انخفض عدد المندوبين العسكريين من 719 في المؤتمر السابع إلى 408. وارتفع عدد أعضاء المكتب السياسي من 28 إلى 30، لكن عدد أعضاء النخبة العسكرية الحاليين انخفض من ثمانية إلى ستة. كما تراجع نفوذ لجنة الحزب في الجيش الشعبي الكوري والمكتب السياسي العام؛ إذ باتت اللجنة تعادل في تصنيفها اللجان الحزبية في المحافظات، بعدما كانت تتفوق عليها سابقًا، كما لم يعد المكتب السياسي العام مساويًا للجنة المركزية، بينما أُسندت القيادة الفعلية للقوات المسلحة إلى اللجنة العسكرية المركزية. وأُزيلت عبارة "السياسة العسكرية أولًا" من ميثاق الحزب، واستُبدلت بـ"سياسة الشعب أولًا".
وخلال حكم كيم، غيّرت كوريا الشمالية أسماء عدد من المكاتب والمؤسسات، في ما وصفته وكالة أنباء "يونهاب" بأنه محاولة لإظهار نفسها كدولة "طبيعية". فمثلًا، أُعيد تسمية وزارة القوات المسلحة الشعبية إلى وزارة الدفاع في يناير 2021، وابتداءً من فبراير 2021 بدأت وسائل الإعلام الرسمية تشير إلى كيم في النسخ الإنجليزية بـ"رئيس شؤون الدولة" بدلًا من "رئيس اللجنة".
وفي نوفمبر 2021، أفادت وكالة الاستخبارات الوطنية في كوريا الجنوبية أن الحكومة الكورية الشمالية بدأت باستخدام مصطلح "الكيم جونغ أونية"، في محاولة لترسيخ نظام فكري مستقل يتمحور حول كيم. وعلق المحلل كين غاوس بأن كيم "بات مستعدًا الآن لوضع بصمته الخاصة بوضوح على النظام".

### السياسات الاقتصادية
يتبنى كيم جونغ أون سياسة "بيونغجين" (병진)، وهي شبيهة بسياسات جده كيم إيل سونغ في ستينيات القرن العشرين، تقوم على تطوير الاقتصاد الوطني بالتوازي مع برنامج الأسلحة النووية في البلاد. وفي عام 2013، أُدخلت مجموعة من الإجراءات الاقتصادية الشاملة عُرفت باسم "نظام الإدارة الاشتراكية للمسؤولية المؤسسية"، والتي تهدف إلى زيادة استقلالية المؤسسات عبر منحها "حقوقًا معينة للانخراط في الأنشطة الاقتصادية بشكل ذاتي، وتعزيز الرغبة في العمل من خلال التطبيق المناسب لنظام التوزيع الاشتراكي". وشملت أولويات السياسات الاقتصادية في ذلك العام قطاع الزراعة، حيث تم تطبيق نظام مسؤولية "بوجون" (حديقة الخضروات)، والذي قيل إنه أدى إلى زيادة كبيرة في الإنتاج في بعض المزارع الجماعية.
وصفت وسائل الإعلام الكورية الشمالية الاقتصاد بأنه "نظام جماعي مرن"، حيث تطبّق المؤسسات إجراءات "نشطة وتطورية" لتحقيق التنمية الاقتصادية. تعكس هذه التقارير السياسة العامة لكيم الاقتصادية القائمة على إصلاح الإدارة وزيادة الاستقلالية والحوافز للفاعلين الاقتصاديين. وتُعرف هذه الحزمة من الإصلاحات باسم "تدابير 30 مايو"، والتي تؤكد من جهة على الملكية الاشتراكية، ومن جهة أخرى على "القوانين الاقتصادية الموضوعية في التوجيه والإدارة"، وذلك لتحسين مستويات المعيشة. وتشمل أهداف هذه التدابير زيادة توافر المنتجات المصنعة محليًا في الأسواق، وإدخال الابتكارات الدفاعية إلى القطاع المدني، وتعزيز التجارة الدولية.
شهدت بيونغ يانغ طفرة في مشاريع البناء، أضفت على المدينة ألوانًا زاهية وأنماطًا معمارية إبداعية. وبينما كان التركيز سابقًا ينصب على بناء النُصب التذكارية، فإن حكومة كيم شيدت حدائق ترفيهية، وحدائق مائية، وحلبات تزلج، ومركزًا لعرض الدلافين، ومنتجعًا للتزلج على الجليد. كما عمل كيم بنشاط على الترويج لثقافة استهلاكية تشمل الترفيه ومستحضرات التجميل، وأشرف أيضًا على بناء مرافق جذب سياحي في البلاد.
وقد حاول كيم التخفيف من حدة نقص الغذاء في كوريا الشمالية، إلا أن الوضع الغذائي ازداد سوءًا خلال جائحة كوفيد-19. وفي مارس 2023، وخلال جلسة عامة لحزب العمال الكوري، دعا إلى تعزيز الإنتاج الزراعي، مؤكدًا أنه "من المهم التركيز على زيادة المحاصيل في جميع المزارع".

### حملات التطهير والإعدامات
مثل كل التقارير المتعلقة بكوريا الشمالية، يصعب التحقق من صحة الأخبار حول عمليات التطهير والإعدامات. فقد تبين أن الادعاءات في عام 2013 التي زعمت أن كيم جونغ أون أمر بإعدام حبيبته السابقة، المغنية هيون سونغ وول، بسبب انتهاكها لقوانين المواد الإباحية كانت غير صحيحة. وفي مايو 2016، تفاجأ المحللون عندما تبين أن الجنرال ري يونغ جيل، الذي أفادت كوريا الجنوبية بأنه أُعدم في وقت سابق من العام، لا يزال على قيد الحياة وبصحة جيدة.
في ديسمبر 2013، تم اعتقال عم كيم جونغ أون، جانغ سونغ تايك، وأُعدم بتهمة الخيانة. ويُعتقد أن جانغ أُعدم بالرصاص. وذكرت وكالة يونهاب، نقلاً عن مصادر متعددة لم تُكشف أسماؤها، أن كيم جونغ أون أمر أيضًا بإعدام أفراد من عائلة جانغ، للقضاء تمامًا على أي أثر لوجوده من خلال "إعدامات شاملة" شملت أبناء وأحفاد جميع الأقارب المقربين. ومن بين الذين قُتلوا في حملة التطهير تلك شقيقة جانغ، جانغ كيي سون، وزوجها والسفير لدى كوبا، جون يونغ جين، وابن أخ جانغ وسفير ماليزيا، جانغ يونغ تشول. كما قيل إن ولدي ابن الأخ قُتلا أيضًا. وعند إعلان إزالة جانغ، قيل إن "اكتشاف وتطهير مجموعة جانغ ... جعل حزبنا وصفوف الثورة أنقى ... وبعد إعدامه في 12 ديسمبر 2013، حذرت وسائل الإعلام الرسمية من أن الجيش "لن يغفر أبدًا لكل من يعصي أمر القائد الأعلى".
كان أو سانغ هون نائب وزير الأمن في وزارة أمن الشعب في حكومة كوريا الشمالية، وقد أُفيد بأنه قُتل خلال حملة تطهير سياسية في عام 2014. ووفقًا لصحيفة تشوسون إلبو الكورية الجنوبية، فقد أُعدم أو باستخدام قاذف اللهب لدوره في دعم عم كيم جونغ أون، جانغ سونغ تايك.

### انتهاكات حقوق الإنسان
يحكم كيم كوريا الشمالية كنظام شمولي مطلق مثلما فعل والده وجده. في يناير 2013، صرحت المفوضة السامية لحقوق الإنسان في الأمم المتحدة، نافي بيلاي، بأن حالة حقوق الإنسان في كوريا الشمالية لم تتحسن منذ تولي كيم السلطة، ودعت إلى إجراء تحقيق في ذلك. في فبراير 2013، قدم المقرر الخاص للأمم المتحدة مارزوكي داروسمان تقريرًا عن حالة حقوق الإنسان في كوريا الشمالية اقترح فيه تشكيل لجنة تحقيق تابعة للأمم المتحدة. نُشر تقرير لجنة التحقيق في فبراير 2014، واقترح أن كيم قد يُحاسب "محتملًا" على جرائم ضد الإنسانية أمام المحكمة الجنائية الدولية.
في يوليو 2016، فرضت وزارة الخزانة الأمريكية عقوبات شخصية على كيم. ورغم أن الانتهاكات الحقوقية كانت السبب المعلن، فقد قال المسؤولون إن العقوبات تستهدف برامج البلاد النووية وبرامج الصواريخ. في يونيو 2017، أدان الرئيس الأمريكي دونالد ترامب نظام كيم جونغ أون "الوحشي" ووصفه بأنه "مجنون" عقب وفاة الطالب الأمريكي أوتو وارمبير الذي سُجن خلال زيارة لكوريا الشمالية. ومع ذلك، في 2019، صرح ترامب بأنه يعتقد أن كيم لم يكن مسؤولاً عن وفاة وارمبير.

### محاولات الاغتيال المزعومة
في عام 2012، اكتشف مسدس تحت شجرة عرعر في ريوغيونجوون، بالقرب من مسار كان من المتوقع أن يسلكه كيم. وافترض أن ذلك كان جزءًا من محاولة اغتيال.
في مايو 2017، صرحت الحكومة الكورية الشمالية بأن وكالة المخابرات المركزية الأمريكية وجهاز الاستخبارات الوطني الكوري الجنوبي استأجرا حطابًا كوريًا شماليًا كان يعمل في روسيا لتنفيذ محاولة اغتيال لكيم باستخدام "سلاح كيميائي حيوي" يتميز بأنه مشع وسم نانوي، وكان من المفترض أن يظهر تأثيره بعد عدة أشهر. وأعلنت كوريا الشمالية أنها ستسعى لتسليم أي شخص متورط في محاولة الاغتيال.

### تطوير الأسلحة النووية
واصلت كوريا الشمالية تحت قيادة كيم جونغ أون تطوير أسلحتها النووية، حيث أجرت تجارب على القنابل في فبراير 2013، يناير وسبتمبر 2016، وسبتمبر 2017. حتى عام 2021، كانت كوريا الشمالية قد اختبرت ما يقرب من 120 صاروخًا، أي أكثر بأربع مرات مقارنة بعهد والده وجده. وبحلول عام 2023، ارتفع هذا العدد إلى 226 صاروخًا. يرى العديد من المحللين أن كوريا الشمالية تعتبر ترسانتها النووية أمرًا حيويًا لردع أي هجوم، ومن غير المرجح أن تشن حربًا نووية. ويعتقد كيم جونغ أون، بحسب باحث كبير في مؤسسة راند، أن الأسلحة النووية هي ضمان بقاء نظامه. وفي عام 2022، قُدّر عدد الأسلحة النووية لدى كوريا الشمالية بين 45 و55 سلاحًا نوويًا.

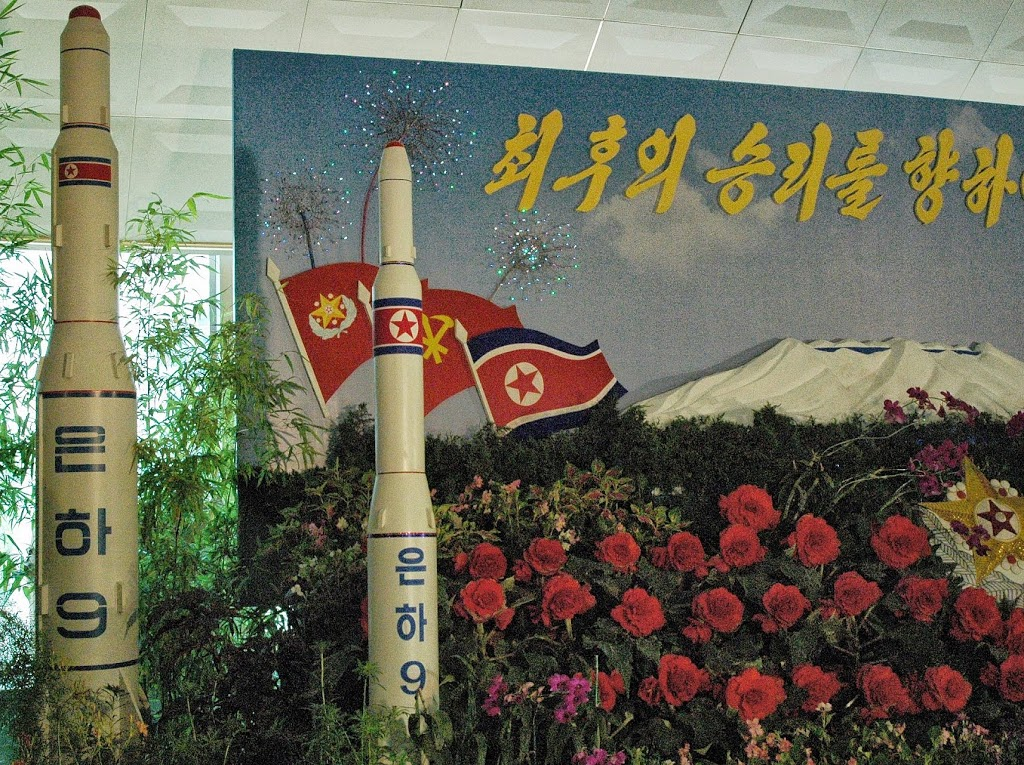
نموذج لصاروخ أونه-9 معروض في معرض زهور في بيونغ يانغ، 30 أغسطس 2013

في عام 2012، بمناسبة الذكرى المئوية لميلاد كيم إيل سونغ، قال كيم جونغ أون: "لقد ولّت إلى الأبد الأيام التي كان أعداؤنا فيها يبتزوننا بالقنابل النووية". وفي اجتماع عام للجنة المركزية لحزب العمال عقد في 31 مارس 2013، أعلن أن كوريا الشمالية ستعتمد "خطًا استراتيجيًا جديدًا يقوم على بناء الاقتصاد والقوات النووية المسلحة في آن واحد". وخلال المؤتمر السابع لحزب العمال الكوري عام 2016، صرح كيم جونغ أون أن كوريا الشمالية "لن تستخدم الأسلحة النووية أولاً إلا إذا استخدمت القوى العدائية العدوانية الأسلحة النووية لغزو سيادتنا". ومع ذلك، في مناسبات أخرى، هددت كوريا الشمالية بشن هجمات نووية "استباقية" ردًا على هجوم تقوده الولايات المتحدة.. وفي ديسمبر 2015، قال كيم إن عائلته "حوّلت جمهورية كوريا الديمقراطية الشعبية إلى دولة نووية قوية مستعدة لتفجير قنبلة ذرية وقنبلة هيدروجينية مستقلة للدفاع الموثوق عن سيادتها وكرامة الأمة".
في خطابه بمناسبة العام الجديد في 2 يناير 2017، قال كيم جونغ أون إن البلاد في "المرحلة الأخيرة" من الاستعداد لاختبار إطلاق صاروخ باليستي عابر للقارات. وفي 4 يوليو، أجرت كوريا الشمالية أول اختبار علني لصاروخها الباليستي عابر القارات "هواسونغ-14"، متزامنًا مع احتفالات الولايات المتحدة بيوم الاستقلال. وفي 3 سبتمبر، أجرت الدولة تجربتها النووية السادسة. وفي 28 نوفمبر 2017، اختبرت كوريا الشمالية صاروخ "هواسونغ-15"، الذي أصبح أول صاروخ باليستي تطوره كوريا الشمالية قادر نظريًا على الوصول إلى كامل الأراضي الأمريكية. وردًا على ذلك، فرض مجلس الأمن الدولي سلسلة من العقوبات على كوريا الشمالية بسبب برنامجها النووي واختبارات الصواريخ.
حتى عام 2022، كانت سياسة كوريا الشمالية المعلنة تنص على أن الأسلحة النووية "لن تُستخدم أبدًا أو تُساء استخدامها كوسيلة لضربة استباقية"، ولكن إذا كانت هناك "محاولة للجوء إلى القوة العسكرية ضدنا"، فقد تستخدم كوريا الشمالية "أقوى قوة هجومية لديها مقدمًا لمعاقبة المعتدين". لم تكن هذه السياسة تمثل حظرًا كاملًا للاستخدام الأول للأسلحة النووية. تغيرت هذه السياسة في عام 2022 مع قانون أقره المجلس الأعلى للشعب، ينص على أنه في حال وقوع هجوم على القيادة العليا أو نظام التحكم والقيادة النووي، سيتم إطلاق هجمات نووية تلقائيًا ضد العدو. كما يشير القانون الجديد إلى أنه إذا قُتل كيم جونغ أون، فإن تفويض الضربات النووية سينتقل إلى مسؤول رفيع المستوى.

## العلاقات الخارجية

### الصين

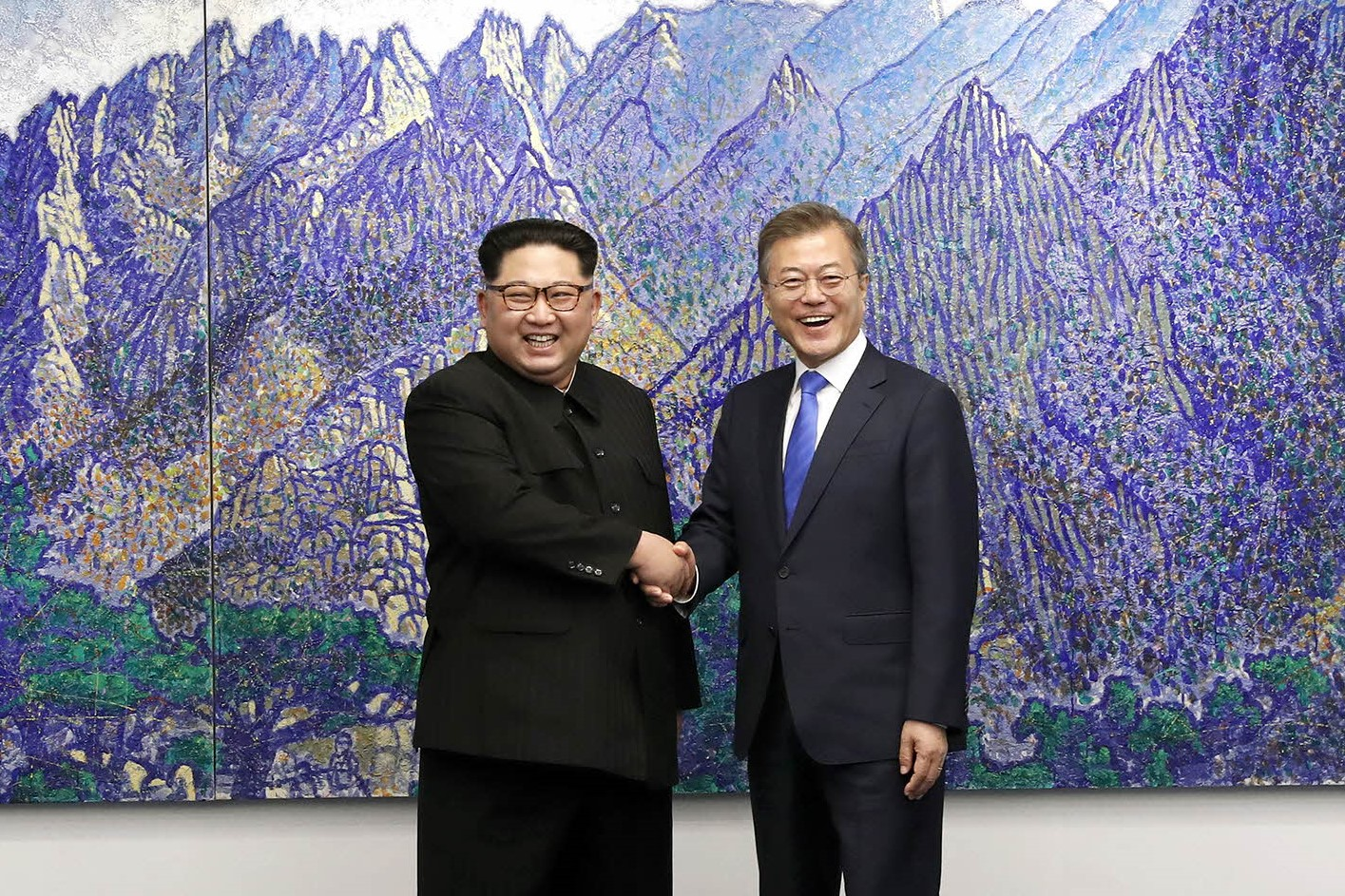
لقاء بين كيم والرئيس الكوري الجنوبي مون جاي-إن خلال قمة كوريا بين الشمال والجنوب في أبريل 2018

بدأت العلاقات بين كوريا الشمالية والصين، اللتين تعتبران حليفتين قديمتين، تشهد توترًا في البداية تحت حكم كيم بسبب برنامجه النووي. في 30 نوفمبر 2012، التقى كيم بجنغ لي جيانغو، عضو المكتب السياسي للحزب الشيوعي الصيني الحاكم ونائب رئيس اللجنة الدائمة للمجلس الوطني لنواب الشعب، الذي أطلعه على أعمال المؤتمر الوطني الثامن عشر للحزب الشيوعي الصيني، بحسب وكالة الأنباء الرسمية الكورية الشمالية، وكالة الأنباء المركزية الكورية. كما تم تسليم رسالة من الأمين العام للحزب الشيوعي الصيني شي جينبينغ خلال اللقاء.
أدانت الصين التجارب النووية لكوريا الشمالية في أعوام 2013، 2016، و2017، كما منعت استيراد الفحم الكوري الشمالي في فبراير 2017، وطبقت عقوبات مجلس الأمن الدولي المفروضة على كوريا الشمالية في ذات العام. وردًا على ذلك، نشرت وكالة الأنباء المركزية الكورية انتقادات غير مسبوقة للصين، متهمة إياها بـ«الشوفينية الكبرى»، ولاحقًا نشرت مقالات تنتقد وسائل الإعلام الصينية الرسمية.
بدأت العلاقات تتحسن في مارس 2018، عندما زار كيم بكين والتقى بالأمين العام للحزب الشيوعي الصيني شي جينبينغ، في أول رحلة خارجية له منذ توليه السلطة. في الفترة من 7 إلى 8 مايو، قام كيم بزيارة ثانية للصين والتقى شي في مدينة داليان. كما جرت لقاءات إضافية بين كيم وشي في بكين في 19–20 يونيو و7–10 يناير 2019. وفي 20–21 يونيو 2019، قام شي بزيارة إلى بيونغ يانغ، وهي أول زيارة لزعيم صيني إلى كوريا الشمالية منذ زيارة الأمين العام السابق هو جينتاو في 2005.

### كوريا الجنوبية والولايات المتحدة

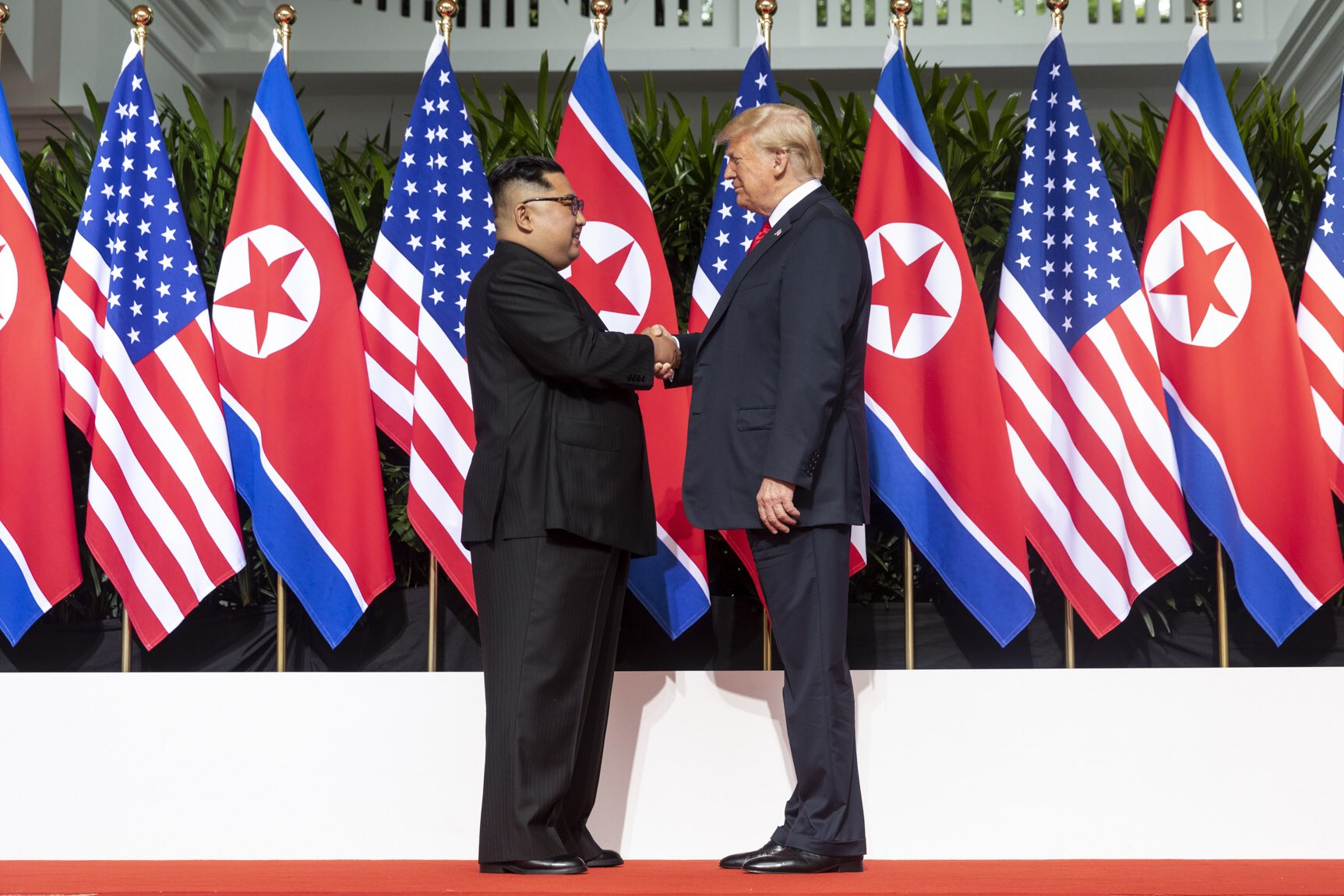
كيم والرئيس الأمريكي دونالد ترامب يتصافحان في بداية قمة كوريا الشمالية والولايات المتحدة عام 2018، يونيو 2018

في خطاب رأس السنة لعام 2018، أعلن كيم عن استعداده للحوار مع كوريا الجنوبية بهدف المشاركة في دورة الألعاب الأولمبية الشتوية القادمة في الجنوب. أعيد فتح خط الاتصال المباشر بين سيول وبيونغ يانغ بعد انقطاع دام نحو عامين. شاركت كوريا الشمالية والجنوبية معًا في حفل افتتاح الأولمبياد، وكونتا فريقًا موحدًا لهوكي الجليد النسائي. إلى جانب الرياضيين، أرسل كيم وفدًا رفيع المستوى غير مسبوق ضمّ شقيقته كيم يو جونغ ورئيس المجلس الأعلى، كيم يونغ نام، وفنانين مثل أوركسترا سامجيون. وفي 5 مارس، عقد اجتماعًا مع تشونغ إي يونغ، رئيس مكتب الأمن الوطني لكوريا الجنوبية، في بيونغ يانغ.
في قمة أبريل 2018 بين الكوريتين، وقع كيم والرئيس الكوري الجنوبي مون جاي إن إعلان بانمونجوم، الذي تعهّد بتحويل اتفاقية الهدنة الكورية إلى معاهدة سلام شاملة، منهياً رسميًا الحرب الكورية بحلول نهاية العام.
في 26 مايو، عقد كيم اجتماعًا ثانيًا غير معلن في الجانب الشمالي من بانمونجوم، التقى خلاله بمون لمناقشة قمة مقترحة مع الرئيس الأمريكي دونالد ترامب في سنغافورة.
في 10 يونيو، وصل كيم إلى سنغافورة والتقى برئيس الوزراء لي هسين لونغ. وفي 12 يونيو، عقد كيم أول قمة مع ترامب ووقعا إعلانًا يؤكد الالتزام بالسلام ونزع السلاح النووي وإعادة رفات الجنود الأمريكيين الذين قضوا في الحرب. مثل هذا اللقاء أول اجتماع رسمي بين قادة كوريا الشمالية والولايات المتحدة.
في سبتمبر، عقد كيم قمة أخرى مع مون جاي إن في بيونغ يانغ، حيث وافق كيم على تفكيك منشآت الأسلحة النووية في كوريا الشمالية إذا اتخذت الولايات المتحدة إجراءات مقابلة. كما أعلنت الحكومتان عن إنشاء مناطق عازلة على الحدود لمنع حدوث صدامات.
في فبراير 2019، عقد كيم قمة أخرى مع ترامب في هانوي بفيتنام، والتي قاطعتها الإدارة الأمريكية في اليوم الثاني دون التوصل إلى اتفاق. وصرحت إدارة ترامب بأن الكوريين الشماليين طالبوا برفع كامل للعقوبات، بينما قال الكوريون الشماليون إنهم طلبوا فقط رفعًا جزئيًا للعقوبات.

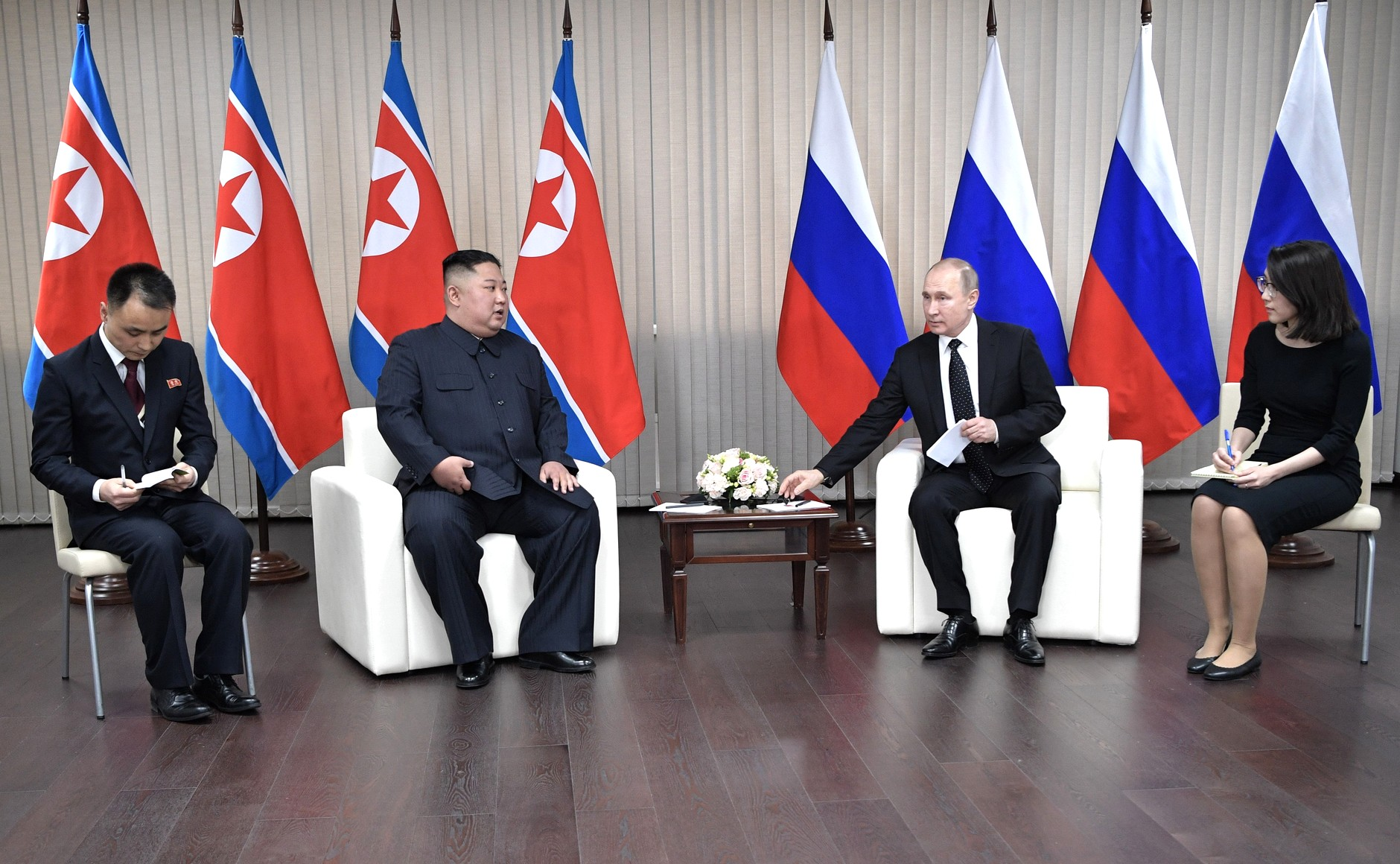
لقاء كيم مع الرئيس الروسي فلاديمير بوتين خلال قمة كوريا الشمالية وروسيا، أبريل 2019

في 30 يونيو 2019، في المنطقة منزوعة السلاح بين الكوريتين، التقى كيم مجددًا مع ترامب، وتصافحا بحرارة معبرين عن أملهما في السلام. ثم انضم كيم وترامب إلى مون جاي إن لإجراء محادثة قصيرة. بدأت المفاوضات في ستوكهولم بين فرق التفاوض الأمريكية والكورية الشمالية في 5 أكتوبر 2019، لكنها انهارت بعد يوم واحد. خلال هذه الفترة، أقام ترامب وكيم علاقة شخصية وتبادلا ما لا يقل عن 27 رسالة وصفا فيها صداقتهما الشخصية الدافئة.
بحلول عام 2020، توقفت المفاوضات تقريبًا دون إحراز تقدم يُذكر في ملف نزع السلاح النووي، حيث ركز كل من ترامب وكيم على القضايا الداخلية. وانتقدت وزارة الخارجية الكورية الشمالية إدارة ترامب في ذلك العام بسبب "الوعود الفارغة"، واتخذت إجراءات إضافية بهدم مبنى المكتب المشترك متعدد الطوابق الذي كانت تشاركه مع كوريا الجنوبية في 17 يونيو. كما تجاهلت كوريا الشمالية محاولات التواصل التي أطلقتها إدارة الرئيس جو بايدن، وصرح كيم في أكتوبر 2021 بأن "الولايات المتحدة أرسلت إشارات متكررة تفيد بأنها ليست معادية لبلدنا، لكن لا دليل واحد على عدم عدائها"، وانتقد أيضًا كوريا الجنوبية بسبب "تدمير التوازن العسكري في شبه الجزيرة الكورية وزيادة عدم الاستقرار العسكري والخطر".
في ديسمبر 2023، خلال خطاب في الدورة التاسعة للجنة المركزية الثامنة لحزب العمال الكوري، دعا كيم إلى "تحول جذري" في موقف كوريا الشمالية تجاه كوريا الجنوبية، واصفًا الجنوب بـ"العدو". وأوضح أن "الاستنتاج الشامل للحزب بعد مراجعة العلاقات بين الكوريتين على مدى عقود هو أن إعادة التوحيد لا يمكن تحقيقها أبدًا مع هؤلاء الأوغاد من جمهورية كوريا الجنوبية الذين حددوا 'التوحيد بالامتصاص' و'التوحيد تحت الديمقراطية الليبرالية' كسياسة دولتهم"، مؤكدًا أن ذلك يتناقض بشدة مع "خطوط توحيدنا الوطني: أمة واحدة، دولة واحدة بنظامين".
واستشهد كيم بدستور كوريا الجنوبية الذي يطالب بالسيادة على كامل شبه الجزيرة الكورية، وسياسة رئيس كوريا الجنوبية يون سوك يول تجاه الشمال، كدليل على أن كوريا الجنوبية شريك غير مناسب لإعادة التوحيد. ووصف العلاقات بين الكوريتين حاليًا بأنها "دول معادية لبعضها البعض وعلاقات بين دولتين متحاربتين"، وليست علاقات "أشقاء أو متجانسين". وأضاف أنه "من غير المناسب" مناقشة قضية إعادة التوحيد "مع هذا الكيان الغريب [جمهورية كوريا الجنوبية]، الذي لا يعدو كونه دمية استيطانية للولايات المتحدة رغم الكلمات البلاغية التي كنا نستخدمها — 'الأخوة'". كما وجه كيم حزب العمال الكوري لإصلاح الهيئات المعنية بالعلاقات بين الكوريتين، بما في ذلك قسم الجبهة المتحدة التابع للحزب.

### روسيا
في 25 أبريل 2019، عقد كيم قمةً أولى مع الرئيس الروسي فلاديمير بوتين في فلاديفوستوك.

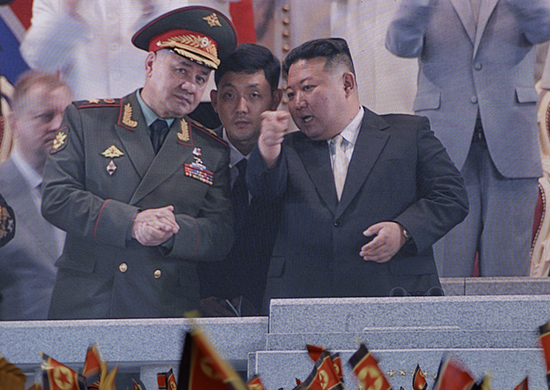
كيم مع وزير الدفاع الروسي سيرغي شويغو في عرض عسكري في بيونغيانغ، 27 يوليو 2023

في ظل حكم كيم، دعمت كوريا الشمالية غزو روسيا لأوكرانيا في 2022، مُحمّلة الولايات المتحدة مسؤولية الحرب عبر سياساتها "الهيمنية"، ومعترفة باستقلال جمهوريات دونيتسك ولوهانسك الشعبية الانفصالية في شرق أوكرانيا، بالإضافة إلى اعترافها بضم روسيا الأحادي لدونيتسك وخيرسون ولوهانسك وزابوريزهيا في 30 سبتمبر. في سبتمبر 2022، أفادت المخابرات الأمريكية أن روسيا كانت تشتري ملايين القذائف الصاروخية والهاون من كوريا الشمالية نتيجة العقوبات المفروضة على روسيا بسبب غزوها لأوكرانيا. وفي تقرير صدر في فبراير 2023 عن مركز الدراسات الاستراتيجية والدولية، وُجد أن حجم التجارة بين كوريا الشمالية وروسيا قد تعافى إلى مستويات ما قبل الجائحة بعد أن كان قد انخفض إلى ما يقرب من الصفر خلال فترة كوفيد-19.
في يوليو 2023، وصل وزير الدفاع الروسي سيرغي شويغو ووفد صيني برئاسة عضو المكتب السياسي للحزب الشيوعي لي هونغ تشونغ إلى كوريا الشمالية للمشاركة في الاحتفال بالذكرى السبعين لنهاية الحرب الكورية. التقى شويغو بكيم جونغ أون ووزير الدفاع الكوري الشمالي كانغ سون نام.
في سبتمبر 2023، زار كيم جونغ أون روسيا في أول رحلة خارجية له منذ عام 2019. استمرت المحادثات أكثر من أربع ساعات في مركز فوستوشني الفضائي في مقاطعة آمور، ووُصفت بأنها تعكس توافق مصالح البلدين. خلال الاجتماع، أعاد كيم تأكيد دعمه لـ"النضال المقدس" لروسيا ضد الغرب، معبراً عن "...دعمه لجميع الإجراءات التي اتخذتها الحكومة الروسية، ويغتنم هذه الفرصة ليؤكد أنه سيكون دائمًا مع روسيا." وعندما سُئل عما إذا كانت روسيا ستساعد كوريا الشمالية في بناء أقمار صناعية، على الأرجح مقابل إمدادات من الذخيرة، أجاب بوتين: "لهذا جاء هؤلاء إلى هنا."
ووفقًا لجهاز الاستخبارات الوطنية الكوري الجنوبي، صدّرت كوريا الشمالية أكثر من مليون قذيفة إلى روسيا منذ أغسطس 2023، مقارنةً بمجموع 2 مليون قذيفة قدمها أعضاء الناتو لأوكرانيا منذ بداية الحرب الروسية الأوكرانية.
في فبراير 2024، تلقى كيم هدية سيارة من بوتين. وبعد أربعة أشهر، وصل بوتين إلى بيونغ يانغ وأجرى مباحثات مع كيم، وكانت هذه الزيارة الثانية لبوتين إلى كوريا الشمالية منذ عام 2000. ووقع الطرفان معاهدة الشراكة الاستراتيجية الشاملة بين كوريا الشمالية وروسيا، التي تمثل اتفاقًا للتعاون الدفاعي الوثيق والصداقة العسكرية.

### جائحة كوفيد-19

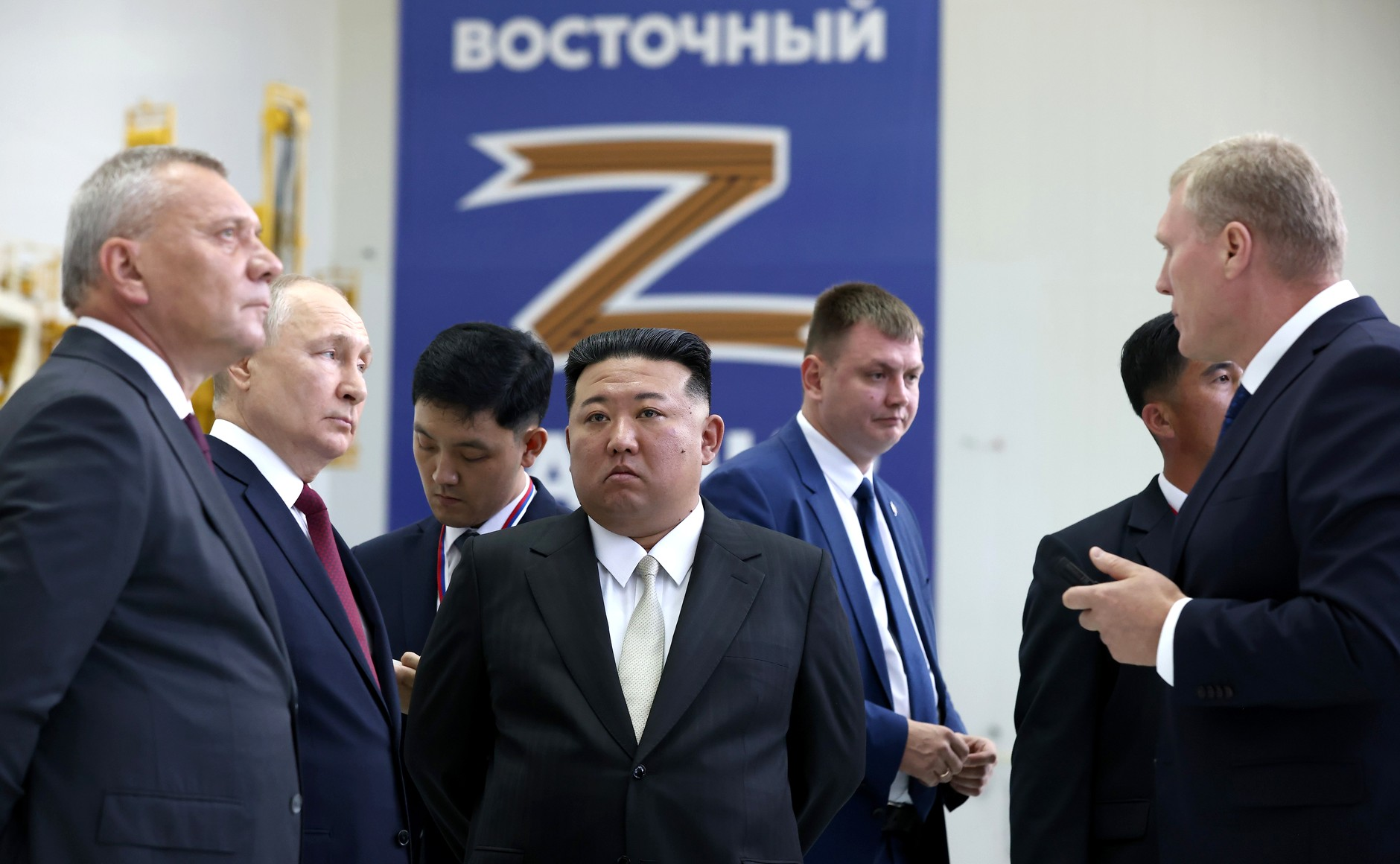
كيم مع فلاديمير بوتين في مركز فوستوتشني الفضائي

خلال عام 2020، أعلن كيم جونغ أون نجاحه في مكافحة جائحة كوفيد-19 في كوريا الشمالية، بعد أن فرض عزلاً شاملاً وقلّص التجمعات العامة.
وفي أبريل 2020، أثار غيابه عن الظهور العام لمدة ثلاثة أسابيع تكهنات حول إصابته بمرض خطير أو وفاته، إلا أنه لم تظهر أية أدلة واضحة على وجود مشاكل صحية. وظهرت تقارير تشير إلى أن ظهوره في الأماكن العامة كان نادراً خلال الأشهر التالية، ربما بسبب مشاكل صحية أو لتقليل مخاطر الإصابة بكوفيد-19.
في أغسطس من نفس العام، أُفيد أن كيم تنازل عن جزء من سلطاته لصالح أخته كيم يو جونغ، حيث أوكل إليها مسؤولية العلاقات مع كوريا الجنوبية والولايات المتحدة، وجعلها نائبة له بحكم الواقع.
وفي 5 سبتمبر 2020، قام كيم بجولة في المناطق التي ضربها إعصار مايساك. كما قام باستبدال رئيس لجنة الحزب في المحافظة المحلية، وأمر المسؤولين في بيونغ يانغ بقيادة جهود التعافي. كما تعهد حزبه الحاكم بمعاقبة صارمة لمسؤولي المدينة والمحافظات، متهمًا إياهم بالفشل في حماية السكان من الكارثة. وأقال كيم كيونغ إيل، رئيس لجنة حزب العمال الكوري في محافظة هامغيونغ الجنوبية.
في يناير 2022، أصدرت قناة كوريا الشمالية الرسمية KCTV فيلمًا وثائقيًا بعنوان "2021، عام الانتصار العظيم"، والذي بدا أنه تناول فقدان كيم جونغ أون المفاجئ للوزن وظهوره النادر في المناسبات العامة. أشار الفيلم إلى أن جسد كيم "ذبُل تمامًا" حيث "عانى" من أجل الشعب خلال عام 2021، وأتم مهامًا لم تُعلن من قبل في وقت واجهت فيه كوريا الشمالية "تحديات" و"أصعب المحن على الإطلاق".
ادعت كوريا الشمالية أنها لم تسجل أي حالات إصابة بكوفيد-19 حتى مايو 2022، رغم تشكيك العديد من الأكاديميين الكوريين الجنوبيين في هذا الادعاء، مستندين إلى القيود والإحصائيات الاقتصادية. وفي مايو 2022، أعلنت كوريا الشمالية أن أولى موجات تفشي كوفيد-19 بدأت في أبريل. وخلال اجتماع مع حزب العمال الكوري، أمر كيم "بإغلاق تام لجميع المدن والمناطق في البلاد"، ودعا إلى تعبئة الإمدادات الطبية الطارئة الاحتياطية.
في الأيام التي تلت الإعلان، أُبلغ عن مئات الآلاف من حالات الحمى الجديدة، إضافة إلى 27 حالة وفاة مرتبطة بحمى ذات أسباب غير محددة، من بينها حالة وفاة واحدة مؤكدة بمتغير أوميكرون وفقًا لوكالة الأنباء الرسمية KCNA. وفي اجتماع لاحق لحزب العمال، صرح كيم بأن الفيروس تسبب في "اضطراب كبير" في بلاده، وحث الحزب والشعب على الوحدة والتنظيم في جهودهم لمكافحة الفيروس.
وجه كيم اللوم إلى عدم الكفاءة وعدم المسؤولية من قبل منظمات الحزب، كما حمّل "الإهمال، بما في ذلك تناول جرعات دوائية زائدة بسبب قلة المعرفة بطرق العلاج" مسؤولية معظم الوفيات منذ بدء التفشي. وكجزء من استجابة البلاد لتفشي كوفيد-19، قال كيم إنه ينوي الاستفادة من الإجراءات التي اتخذتها الصين. وفي نهاية مايو، أبلغت وسائل الإعلام الرسمية في كوريا الشمالية أن تفشي الفيروس أصبح "مسيطرًا عليه ومتحسنًا في جميع أنحاء البلاد" بعد إعادة تقييم من قبل كيم وحزب العمال. وفي أغسطس 2022، أشارت كيم يو جونغ إلى أن كيم جونغ أون قد أصيب بالفيروس.

## الحياة الخاصة

### الشخصية
ذكر كينجي فوجيموتو، الطاهي الياباني الذي عمل طاهياً شخصياً لكيم جونغ إيل، أن كيم جونغ أون "نسخة طبق الأصل عن والده من حيث الملامح وشكل الجسد والشخصية". يُعرف كيم بولعه بكرة السلة، ومن بين فرقه المفضلة شيكاغو بولز ولوس أنجلوس ليكرز.
في 26 فبراير 2013، التقى كيم جونغ أون بلاعب كرة السلة الأمريكي دنيس رودمان، ما دفع العديد من الصحفيين إلى التكهن بأنه أول أمريكي يلتقي به كيم. وأثناء تلك الرحلة، صرّح مراسل مجلة فايس، رايان دافي، أن كيم بدا "اجتماعيًا غريب الأطوار" ويتجنب التواصل البصري.
وبحسب تشونغ سونغ-تشانغ من معهد سيجونغ، يُظهر كيم جونغ أون اهتمامًا ملموسًا برفاهية شعبه، ويتفاعل معهم بصورة أكبر من والده.
أما الكوريون الجنوبيون الذين شاهدوه خلال القمة التي عُقدت في أبريل 2018، فقد وصفوه بأنه صريح، مرح، ومُصغٍ جيد. وبعد لقائه، قال دونالد ترامب: "علمت أنه رجل موهوب. وعلمت أيضًا أنه يحب بلاده كثيرًا"، مضيفًا أن كيم يتمتع "بشخصية رائعة" و"ذكاء كبير".

### عبادة الشخصية
يُقدم كيم جونغ أون بانتظام على أداء أعمال رمزية تربطه بعبادة الشخصية التي أحاطت بوالده وجده. ومثلهما، يقوم كيم جونغ أون بجولات منتظمة في أرجاء البلاد، حيث يقدّم ما يُعرف بـ"التوجيهات الميدانية" في مواقع مختلفة. وغالبًا ما تشير وسائل الإعلام الرسمية في كوريا الشمالية إليه بلقب "الرفيق المحترم كيم جونغ أون" أو "المارشال كيم جونغ أون".
في 9 يناير 2012، نظّم الجيش الشعبي الكوري تجمعًا حاشدًا أمام قصر كومسوسان للشمس لتكريم كيم جونغ أون والتعبير عن الولاء له.
وفي 15 أبريل 2012، وخلال عرض عسكري بمناسبة الذكرى المئوية لميلاد كيم إيل سونغ، ألقى كيم جونغ أون أول خطاب علني له بعنوان: "لنسر قدمًا بقوة نحو النصر النهائي، رافعين عاليًا راية سونغون". وقد أصبح هذا الخطاب لاحقًا أساسًا لنشيد مخصص له بعنوان: "نحو النصر النهائي".
وفي نوفمبر 2012، كشفت صور ملتقطة بالأقمار الصناعية عن عبارة دعائية منحوتة على جانب تلة في مقاطعة ريانغغانغ، بطول نصف كيلومتر تقريبًا (1600 قدم)، تقول: "يحيا الجنرال كيم جونغ أون، الشمس الساطعة!"

### الصورة العامة
صنّفت مجلة فوربس كيم جونغ أون في عام 2018 في المرتبة 36 ضمن قائمة أقوى الشخصيات في العالم، وهو أعلى تصنيف يُمنح لشخصية كورية على الإطلاق.
وفي استطلاع أُجري عام 2013، قال 61.7% من الكوريين الشماليين المنشقين والمقيمين في كوريا الجنوبية إن كيم جونغ أون يحظى على الأرجح بدعم غالبية أبناء بلاده، مقارنة بنسبة تأييد بلغت 55.7% لوالده في استطلاع مماثل أُجري قبل عامين.
وفي أواخر عام 2016، بدأ لقب ساخر يُعرف بـ"كيم السمين الثالث" (بالصينية: 金三胖؛ بينيين: Jīn Sān Pàng) بالانتشار بين مستخدمي مواقع الإنترنت الصينية مثل بايدو وويبو. وردًا على ذلك، نجحت الحكومة الكورية الشمالية في تقديم التماس للحكومة الصينية لحظر اللقب ومنع ظهوره على جميع المواقع الإلكترونية الصينية.
وفي استطلاع للرأي أُجري في كوريا الجنوبية بعد القمة الكورية المشتركة في مايو 2018، عبّر 78% من المشاركين عن ثقتهم في كيم، مقارنة بنسبة تأييد لم تتجاوز 10% قبل بضعة أشهر فقط.

### الثروة
أفادت صحيفة إنترناشيونال بيزنس تايمز بأن كيم جونغ أون يمتلك 17 قصراً فاخراً موزعة في أنحاء كوريا الشمالية، بالإضافة إلى أسطول يضم 100 سيارة فاخرة (معظمها أوروبية)، وطائرة خاصة، ويخت يبلغ طوله 100 قدم (30 مترًا). وقد وصف لاعب كرة السلة الأمريكي دنيس رودمان رحلته إلى جزيرة خاصة يمتلكها كيم بالقول: «إنها أشبه بهاواي أو إيبيزا أو أروبا، لكنه الشخص الوحيد الذي يعيش هناك».
وفي عام 2012، أفاد موقع بيزنس إنسايدر بوجود "مؤشرات على زيادة السلع الفاخرة الخارجة من كوريا الشمالية منذ تولي كيم جونغ أون السلطة"، مشيرًا إلى أن "زوجته ري سول جو صُوّرت وهي تحمل حقيبة يد يُعتقد أنها من دار ديور، وتبلغ قيمتها نحو 1,594 دولارًا – أي ما يعادل متوسط راتب سنوي في كوريا الشمالية". ووفقًا لمصادر دبلوماسية، فإن "كيم جونغ أون يحب السهر والحفلات كما كان يفعل والده، وقد طلب استيراد معدات ساونا من الخارج لمساعدته في التغلب على آثار الثمالة والإرهاق".
وفي عام 2018، أفادت تقارير بأن كيم تسلّم سيارتين مصفحتين من طراز مرسيدس-مايباخ S600، تبلغ قيمة كل منهما 500,000 دولار، وذلك عبر شبكة شحن غير قانونية في انتهاك للعقوبات الدولية.

### الحالة الصحية

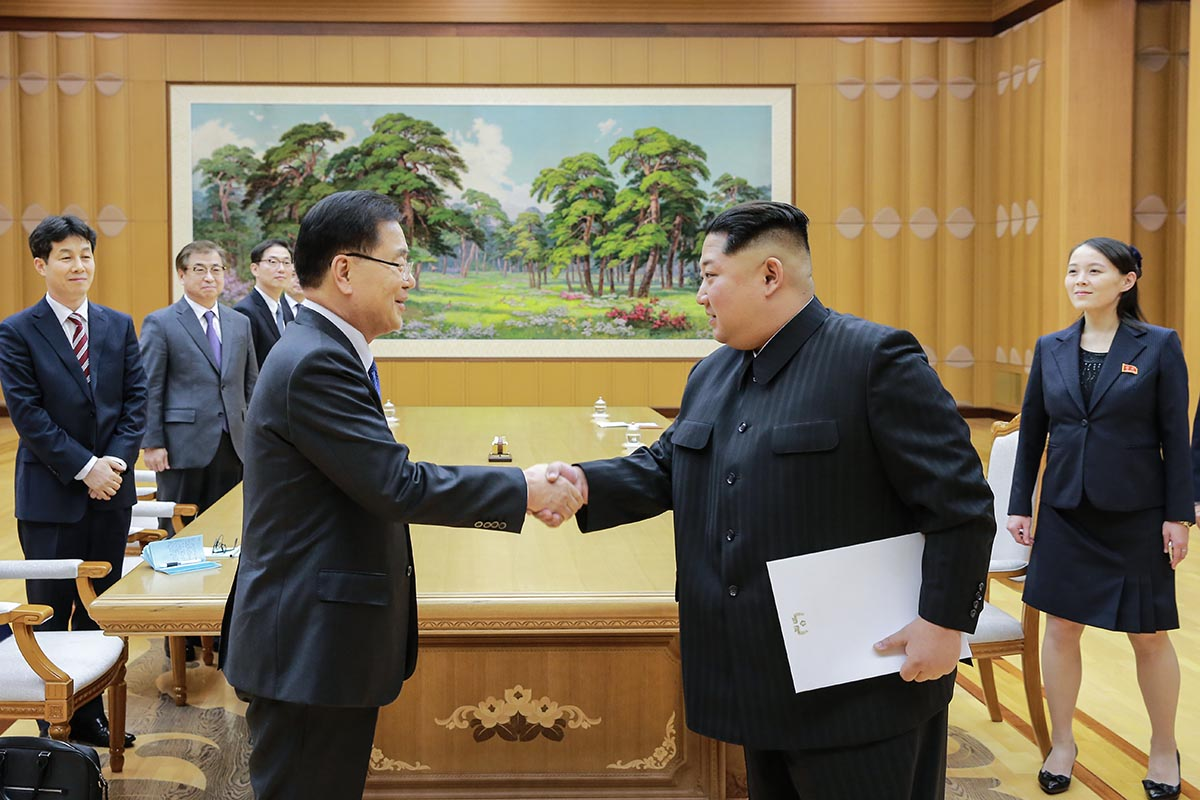
كيم يلتقي مع تشونغ أوي-يونغ. وتظهر شقيقته كيم يو جونغ (خلفه إلى اليمين).

في عام 2009، أفادت تقارير بأن كيم جونغ أون مصاب بداء السكري ويعاني من ارتفاع ضغط الدم. يُعرف عنه أيضًا تدخين السجائر مثل جده ووالده.
لم يظهر كيم جونغ أون علنًا لمدة ستة أسابيع في شهري سبتمبر وأكتوبر 2014. وذكرت وسائل الإعلام الرسمية حينها أنه يعاني من "وضع صحي غير مريح". وكان قد شوهد من قبل وهو يعرج. وعندما عاد للظهور، كان يستخدم عصا للمشي.
في سبتمبر 2015، علّقت الحكومة الكورية الجنوبية بأن كيم بدا وكأنه اكتسب نحو 30 كغ (66 رطلاً) من الوزن خلال السنوات الخمس السابقة، ليصل إلى وزن تقديري يبلغ 130 كغ (290 رطلاً).
في أبريل 2020، لم يُشاهد كيم علنًا لمدة 20 يومًا، ما أدى إلى انتشار شائعات تفيد بأنه في حالة صحية حرجة أو قد توفي. وفي يونيو 2021، وبعد غياب دام شهرًا عن الأنظار، لاحظ مراقبون خارجيون أن كيم فقد قدرًا كبيرًا من وزنه، وتكهن البعض بأنه فقد ما بين 10 إلى 20 كغ (22 إلى 44 رطلاً).
وفي يوليو 2024، أفادت وكالة الاستخبارات الكورية الجنوبية بأن كيم استعاد وزنه السابق ويعاني من مشكلات صحية مرتبطة بالسمنة، من بينها ارتفاع ضغط الدم وداء السكري. وأفادت تقارير بأن مسؤولين كوريين شماليين يسعون للحصول على أدوية جديدة من الخارج لمعالجة هذه الحالات.

### العائلة
في 25 يوليو 2012، أفادت وسائل الإعلام الرسمية في كوريا الشمالية ولأول مرة بأن كيم جونغ أون متزوج من ري سول جو. وكانت ري، التي يُعتقد أنها في أوائل العشرينيات من عمرها آنذاك، قد رافقت كيم جونغ أون في عدد من الظهورات العلنية لعدة أسابيع قبل الإعلان الرسمي. ووفقًا لمحلل كوري جنوبي، فقد رتب كيم جونغ إيل الزواج على عجل بعد إصابته بسكتة دماغية عام 2008، وتزوج الاثنان في عام 2009، ورُزقا بابن في عام 2010. وفي عام 2013، أفاد لاعب كرة السلة الأمريكي دينيس رودمان، بعد زيارة لكوريا الشمالية، بأن لديهما طفلًا ثانيًا حديث الولادة، وهي ابنة تُدعى جو آي. ووفقًا لمصادر استخباراتية كورية جنوبية، يُعتقد أن الزوجين أنجبا طفلة ثالثة في فبراير 2017.
في 18 نوفمبر 2022، شوهد كيم جونغ أون وهو يتفقد ترسانة عسكرية رئيسية برفقة ابنته جو آي، وظهرا معًا مرة أخرى لاحقًا في نفس الشهر في تجمع مع علماء الصواريخ. ومنذ ذلك الحين، باتت ترافقه بشكل منتظم.
يرافق كيم أحيانًا شقيقته الصغرى كيم يو جونغ، التي يُقال إنها تلعب دورًا محوريًا في بناء صورته العامة وتنظيم فعالياته الرسمية. ووفقًا لكيم يونغ هيون، أستاذ دراسات كوريا الشمالية في جامعة دونغغوك في سيول، وآخرين، فإن بروز كيم يو جونغ وغيرهم من الشخصيات الشابة في المناصب العليا للحزب يُعدّ مؤشرًا على أن نظام كيم جونغ أون أنهى تعايشه مع بقايا نظام كيم جونغ إيل من خلال تنفيذ عملية استبدال جيلية داخل النخبة الحزبية الأساسية.
في 13 فبراير 2017، اغتيل كيم جونغ نام، الأخ غير الشقيق المنفي لكيم جونغ أون، بواسطة عامل الأعصاب "في إكس" أثناء مروره في الصالة رقم 2 بمطار كوالالمبور الدولي. ويُعتقد على نطاق واسع أن كيم جونغ أون هو من أمر بتنفيذ عملية الاغتيال.

## وصلات خارجية
- كيم جونغ أون على موقع IMDb (الإنجليزية)
- كيم جونغ أون على موقع الموسوعة البريطانية (الإنجليزية)
- كيم جونغ أون على موقع مونزينجر (الألمانية)
- كيم جونغ أون على موقع ميوزك برينز (الإنجليزية)
- كيم جونغ أون على موقع إن إن دي بي (الإنجليزية)
- كيم جونغ أون على موقع قاعدة بيانات الفيلم (الإنجليزية)
- أشخاص في أخبار جمهورية كوريا الديموقراطية الشعبية
- رئيس كوريا اليافع تحت المجهر - مقطع فيديو من نيويورك تايمز
- العربية: خليفة الزعيم الكوري.. جنرال متسلح بالقنابل النووية وعمره 27 عاماً